# Янко Траяновски
Иван (Янко) Траяновски (на гръцки: Ιβάν Τραγιάνοβσκι) е български революционер, деец на Вътрешната македоно-одринска революционна организация и войвода на „Охрана“.

## Биография
Янко Траяновски е роден в костурското село Тиолища, тогава в Османската империя. Присъединява се към ВМОРО и участва в Илинденското въстание от 1903 година. След 1942 година се включва в паравоенната организация „Охрана“ като ръководител на селската организация в Тихолища. След 1944 година е осъден на доживотен затвор, като присъдата излежава първо в Еди куле, а след това на остров Гюра, където и умира на около 70-годишна възраст. Стефан Шклифов от Черешница си спомня за Коста Траяновски, син на Янко:
| „ | Син му Коста беше юнак, силен мъж. Като комитин беше нашарен со патрондаши и българско знаме на шапката. Комитите от Тиолишча немаха правено плячко, нито човек имаха отепано. Звеха пушки да се бранят от гърцките андарти. Толкова им сподели господ во това опасно и неясно за них време. Що стана со Коста? Когато отидоха корофилаците да го арестуват, пърсна да бега. Плюснаха и го убиха на место. Беше високо, русо и силно дете. Велеха, от силен що бил, имал опашка. Цело село го изплака. Ако го фащаха, ке лежеше неколко години. Когато беше комитин, имаше писано на пушката си: „Смърт или слобода!“ Той избра смъртта, наместо да падне во гърцки ръце. Имаше много такива фанатици сред нашите. | “ |